# Chinesische Mythologie

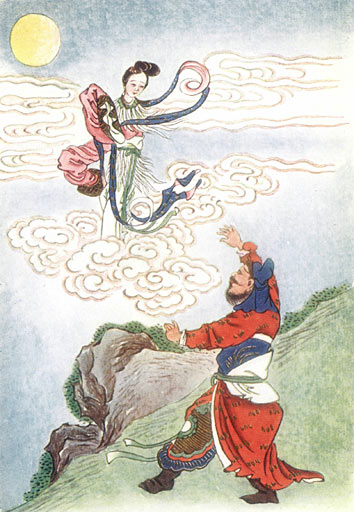
Chang’e fliegt zum Mond

Die chinesische Mythologie reicht in mündlicher Überlieferung bis in die Zeit der Shang-Dynastie (ca. 1700 v. Chr.-1100 v. Chr.) zurück, liegt in schriftlicher Form jedoch erst in der klassischen Zeit Chinas, zur Zeit des Konfuzius vor. Von den legendären Vorzeiten der archaischen chinesischen Mythologie, der mythischen Xia-Dynastie und der Shang-Dynastie zeugen nur Bruchstücke literarischer Fassungen, die von späteren Gelehrten der östlichen Zhou-Dynastie (722 v. Chr.-221 v. Chr.) bearbeitet wurden. Diese rationalisierten und historisierten die Texte. Da die Gelehrten die Mythen zur Illustration ihrer Werke benutzten, um dabei ihre eigenen Standpunkte auszudrücken, wurden so die alten Mythen teilweise stark verändert und liegen oft in unterschiedlichen Fassungen vor. Die heutzutage vorliegenden chinesischen Mythen erscheinen so als Sammlungen von archaischen Aussagen im Zusammenhang mit philosophischen, politischen, literarischen und historischen Werken. Da die Autoren dieser Werke die Mythen häufig ihren Intentionen anpassten, erscheint in der chinesischen Literatur eine Vielzahl von unterschiedlichen Versionen eines Mythos.

## Ursprünge
Die frühesten Schichten mythischer Überlieferung lassen sich in Texten wie dem Shanhaijing (Klassiker von den Bergen und Meeren ca. 300 v. Chr.- ca. 100), den Chuci (Gesänge aus Chu) und dem Shenyijing (Buch der Geister und Wunder) finden.
Die Ursprünge der chinesischen Mythologie werden mit Schamanismus und Ahnenkult in Verbindung gebracht. Zudem sind zahlreiche Mythen, die bis an die Anfänge der chinesischen Kultur weisen, aus dem Daoismus überliefert. Auch in der Literatur Chinas gab es einen reichhaltigen Fundus von Motiven und Topoi, die immer wieder aufgegriffen wurden. Der daoistische Philosoph Zhuangzi z. B. verarbeitete in seinem Werk viele alte Mythen, die auch in der späteren Literatur immer wieder aufgegriffen wurden, ebenso gilt das Werk Liezi als Fundus für ältere Mythen. Die Texte konfuzianischer Philosophen beziehen sich zumeist nur am Rande auf mythische Ereignisse, jedoch enthält das Shujing (Buch der Urkunden) Mythen über die Ursprünge von Regierung, weisen Herrschern und politischer Macht und das Buch des Philosophen Mengzi enthält zwei Versionen vom Mythos der großen Flut. Auch buddhistische Mythen wie z. B. über die Bodhisattva Guanyin oder Mythen über Mönche lassen sich in der chinesischen Mythologie finden.
Viele mythische Stoffe und Motive finden sich auch in den reichhaltigen Volkssagen, Legenden und Märchen. Eine beliebte und typisch chinesische Figur ist z. B. der Drache und eine andere die gefährliche Fuchsfee, eine Füchsin, die sich oft in eine mit magischen Kräften begabte schöne Frau verwandelt. Auch mythische Tiere wie Phönix (Fenghuang) und Einhorn (Qilin) sind bekannt. Eine typisch chinesische Erscheinung sind auch die Legenden über die Unsterblichen, z. B. wurden vielfältige Legenden über die Acht Unsterblichen gesammelt.

## Schöpfungsmythen
Auffällig an der überlieferten chinesischen Mythologie ist, dass sich nur Bruchstücke von Kosmogonien finden lassen, die in Mythologien anderer Kulturen ein zentrales Element darstellen. Es besteht zudem eine Tendenz, die mythischen Gestalten als historisch darzustellen, so dass in der chinesischen Mythologie viele Mythen über die Kulturbringer zu finden sind. Die Weltschöpfungsmythen, die überliefert wurden, handeln z. B. von der Göttin Nü Gua oder dem Urmenschen Pan Gu. Auch Mythen über die Urmaterie in Form eines amorphen Dampfes, eines Welteneis oder des Konzeptes einer urzeitlichen Formlosigkeit Hun Dun finden sich in der überlieferten Mythologie. Die Weltschöpfungsmythen aus China zeigen im Unterschied zu Mythen aus anderen Kulturkreisen weder einen allmächtigen Schöpfer noch einen solchen göttlichen Willen. Viele dieser Mythen existieren in verschiedenen Versionen, z. B. der Mythos von der Trennung von Himmel und Erde. In der frühesten Version befiehlt der Himmelsgott Zhuan Xu seinen beiden Enkeln Chong und Li für immer den Himmel zu stützen und die Erde nach unten zu drücken, damit der Kosmos nicht ins Chaos zurückkehrt.
In der traditionellen Mythologie wurde dann eine spätere Version zum orthodoxen Schöpfungsmythos: Die Urmaterie hatte die Gestalt eines Hühnereies und teilte sich nach 18.000 Jahren in Himmel und Erde. Das Yang stieg auf und wurde der Himmel und das Yin fiel hinab und wurde zur Erde. Zwischen Himmel und Erde wurde daraufhin der Halbgott Pan Gu geboren. Nach neun Metamorphosen wurde er so göttlich und weise wie Himmel und Erde. Nach 18.000 Jahren bildeten dann diese drei die Trinität von Himmel, Erde und Mensch, woraus später die drei Herrscher hervorgingen.

### Die Weisen
Die ältesten der Kulturbringer sind die drei Erhabenen (San Huang) Fu Xi, Nü Gua und Shennong, die als Gründer der Kultur betrachtet werden. Ihnen folgen die chinesischen Urkaiser, von denen Huangdi, der Gelbe Kaiser, als der Wichtigste gilt. Huangdi war ebenso eine der höchsten Gottheiten im Daoismus. Auch einige daoistische Gottheiten wie Xiwangmu lassen sich bereits für die Shang-Zeit nachweisen.
Eine Gestalt, die in vielen Werken erwähnt wird, ist Yi der Bogenschütze, der mit seinen Pfeilen 9 der 10 „unheilbringenden Sonnen“ zerschoss. Seine Gattin war die Mutter der 10 Monde (vgl. Chang’e). Diese stahl ihm das Elixier der Unsterblichkeit, das ihm Xiwangmu, die „Königinmutter des Westens“ und Göttin der Unsterblichkeit, anvertraut hatte, und floh auf den Mond, wo sie blieb. Ein anderer zentraler Mythos ist der des Kaisers Yu der Große, des mythischen Begründers der Xia-Dynastie, der die große Flut besiegte. Dieser Heldenmythos ähnelt den Mythen von der Sintflut und wird auch in anderen Versionen erzählt. Weitere Helden der chinesischen Mythologie sind der Feldbaugott Hou Ji und Shun.

### Die Bedroher
Neben den weisen Herrschern und Helden erscheinen in der chinesischen Mythologie auch eine Fülle von Ungeheuern und Unheilstiftern, die die Weltordnung bedrohen und Krieg, Dürre und Chaos bringen, so z. B. die Figur des Antihelden und Betrügers Gun.

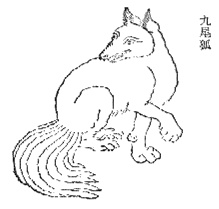
Neunschwänziger Fuchs der chinesischen Mythologie

Andere herausragende Motive der chinesischen Mythologie sind die wundersame Geburt, göttliche Wunder, himmlische Strafen und Verwandlungen, sowie Motive des göttlichen Krieges und des Goldenen Zeitalters. Im Mythos vom Ursprung der Shang wird z. B. erzählt, wie der Gott des Himmels einem Himmelsvogel befahl auf die Erde zu steigen und die Shang zu gebären. In einer zweiten Version des Mythos vom göttlichen Ursprung der Shang wird erzählt, wie ein Mädchen einen Vogel ein Ei legen sah und es aß. Daraufhin wurde das Mädchen schwanger und gebar den Gründer der Shang. Im Mythos vom Ursprung der Zhou-Dynastie trat ein Mädchen einem Gott auf den Fuß und wurde schwanger davon. Sie gebar den Knaben Hou Ji (Fürst Hirse), der Hirse und Bohnen vermehren konnte, und später den Menschen beibrachte Hirse anzubauen.

### Die Göttinnen
Göttinnen spielen in der chinesischen Mythologie, mit einigen Ausnahmen, eine nicht so große Rolle wie die männlichen Gestalten, u. a. deshalb, weil im Mittelalter die klassischen Texte neu bearbeitet wurden, die Rolle der Frauen untergeordnet wurde und einige Göttinnen ganz aus den Aufzeichnungen verschwanden. Beispielsweise sind die alten Himmels- und Kalendergottheiten Xihe, die Sonnengöttin und  Chang’e, die Mondgöttin, weiblich, wurden von den Konfuzianern jedoch später zu zwei männlichen Beamten namens Xi und He umgedeutet, die für den Jahresablauf verantwortlich waren. In den früheren Versionen war Xihe eine Göttin, die zehn Sonnen gebar – für jeden Tag der traditionellen Zehntagesperiode (旬) eine – sie nach der Heimkehr vom Himmel wusch und am östlichen Weltenbaum trocknete. In einer anderen Version erschien Xihe als Lenkerin des Sonnenwagens. In den ältesten mythischen Texten erscheinen viele Fluss- und Berggöttinnen und die Göttinnen, die in den klassischen Texten erwähnt werden, haben oft eine mythisch signifikantere Rolle als die männlichen Gestalten.

## Wichtige Gottheiten und mythische Wesen

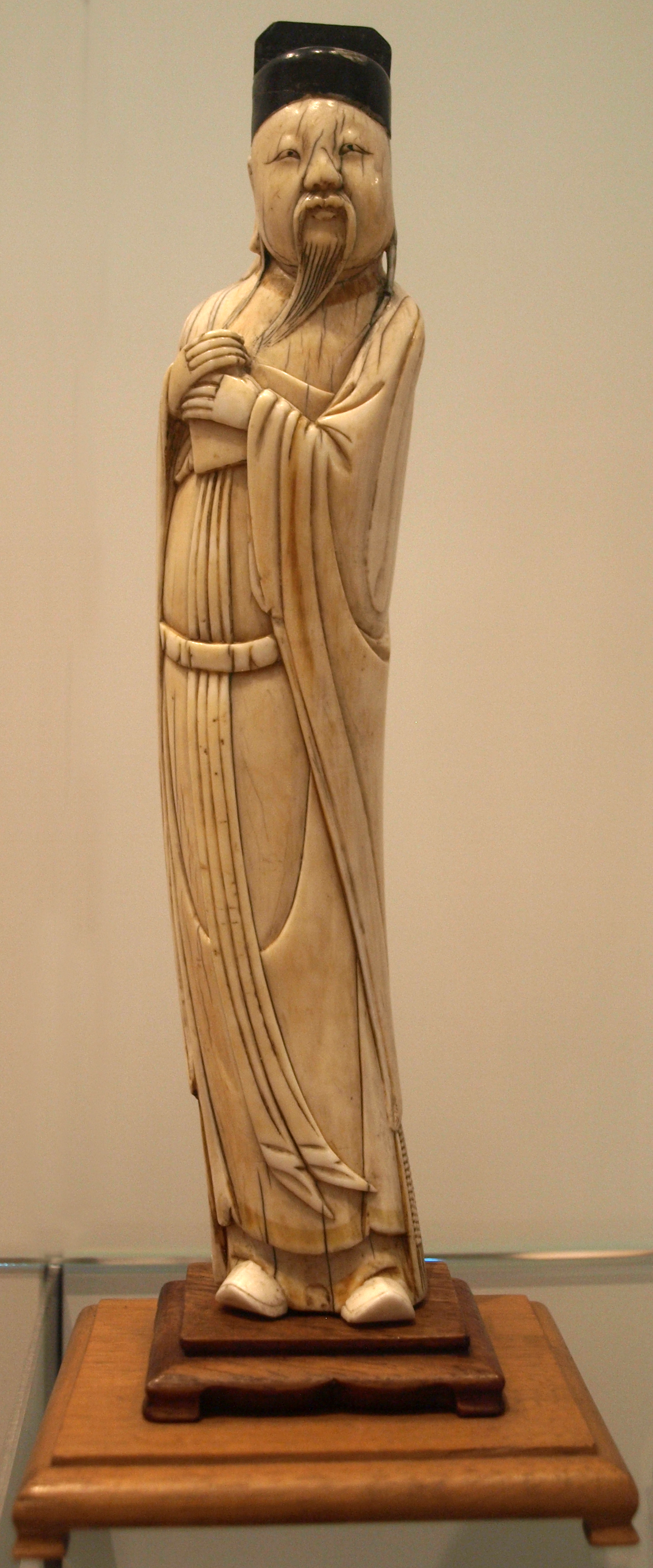
Wen Chang, chinesischer Gott des Schrifttums, graviert in Elfenbein, c. 1550–1644, Ming-Dynastie.

- Gottheiten mit buddhistischer Bezeichnung
  - Dizang: Fürst der Zehn Höllen
  - Vier Himmlische Herrscher: Vier buddhistische Schutzgötter
  - Gautama Buddha (釋迦牟尼 Shìjiā móu ní)
  - Guanyin (auch Kuanyin): Bodhisattva wird mit Leidenschaft assoziiert
  - Lachender Buddha
- Cang Jie: hatte vier Augen
- Chang’e: Mondgöttin
- Chi You: (蚩尤) Tyrann, der gegen den späteren Gelben Kaiser (黃帝 / 黄帝 Huáng Dì) kämpfte
- Da Yu: Gründer der Xia-Dynastie, berühmt für die Einführung von Hochwasserschutzmaßnahmen und für seine aufrechte moralische Haltung
- Daoji: (道濟禪師 dào jì chán shī), gemeinhin bekannt als Ji Gong (濟公 Jìgōng): Volksheld bekannt für sein wildes und exzentrisches Verhalten; bewahrte seine leidenschaftliche Natur
- Acht Unsterbliche
  - Cao Guojiu
  - Han Xiangzi
  - Han Zhongli
  - He Xiangu
  - Lan Caihe
  - Lü Dongbin
  - Li Tieguai (Eisenkrücken-Li?)
  - Zhang Guolao
- Erlang Shen: besaß ein drittes Auge mitten auf der Stirn, das die Wahrheit sehen konnte
- Fangfeng: Riese, der die Überschwemmung bekämpfen half, hingerichtet durch Yu, den Großen
- Feng Meng: Schüler des Hou Yi und dessen mutmaßlicher Mörder
- Vier Kaiser (四御, Sì yù): Himmlische Könige der daoistischen Religion
  - Yu Di (玉帝) oder 玉皇 Yu Huang (Jadekaiser)
  - Zhongtian Ziwei Beiji Dadi 中天紫微北極大帝 (abgekürzt: 紫微大帝 Zǐ Wēi Dàdì oder 北極大帝 Beiji Dadi)
  - (Gouchen Shanggong) Tianhuang Dadi (勾陳上宮) 天皇大帝 (Gouchén Shànggōng) Tiānhuáng Dàdì, Großer Himmlischer Kaiser des Höchsten Palastes des Polarsternes
  - Houtu (Huang Diqi) 后土(皇地祇) Kaiser(in) der Erde oder 地母 Tumu „Mutter Erde“
  - Nanji Changsheng Dadi 南極長生大帝 Großer Kaiser der Langlebigkeit des Südpoles (falls der Jadekaiser nicht zu den vier Kaisern, sondern als ihr Oberhaupt angesehen wird)
- Gao Yao
- Gonggong: Wassergott/Meeresmonster ähnlich einer Schlange oder einem Drachen
- Guan Yu: Gott der Bruderschaften, kriegerischen Macht und des Krieges
- Nüba (女魃 Nǚbá) oder (Han)Ba ((旱)魃 Hànbá) Göttin der Trockenheit, Tochter des Gelben Kaisers
- Hou Yi: Bogenschützen-Gott; verheiratet mit Chang’e, der Mondgöttin
- Hong Sheng: (洪聖 Hóng shèng)
- Jum sum: (枕神 Pinyin: Zhěn Shén) Gott des Schlafes und der Träume
- Kua Fu: (夸父 kuāfù) Riese, der die Sonne fangen wollte
- Kui Xing: (魁星 kuí xīng) Gott der Prüfungen und Verbündeter des Schrifttum-Gottes, Wen Chang
- Lei Gong: Donnergott
- Long Mu: (龍母 lóng mǔ) auch 'Lung Mo': Chinesische Frau, die vergöttert wurde, nachdem sie fünf Baby-Drachen großgezogen hatte
- Ao Guang: Drachenkaiser des Ostmeeres
- Mazu: (媽祖 Māzǔ) Göttin des Meeres
- Meng Po: (孟婆Mèng Pó) verantwortlich dafür, dass wiedergeborene Seelen ihre früheren Leben vergessen[3]
- Nezha: (哪吒 Nézha) Daoistische Schutzgottheit
- Sun Wukong (auch: Affenkönig): (孫悟空 Sūn Wùkōng)
- Tan Gong: (chinesisch 譚公, Pinyin Tán Gōng, kantonesisch Tam Kung) oder (chinesisch 譚大仙, Pinyin Tán dàxiān, kantonesisch Tam Tai Sin): Meeresgottheit mit der Fähigkeit das Wetter vorherzusagen (verehrt in Hongkong und Macao)
- Qixi Hütejunge und Webermädchen
- Urkaiser Chinas (drei Erhabene und fünf Kaiser): Sammlung legendärer Herrscher
- Drei Reine: Daoistische Dreifaltigkeit
  - Daode Tianzun: (道德天尊 Dàodé Tiānzūn) offizieller Titel des Taiqing (太清 Tàiqīng)
 gemeinhin bekannt als Taishang Laojun (太上老君 Tàishàng Lǎojūn), Daode Zhizun (道德至尊 Dàodé Zhìzūn) oder Daojiao Zhizu (道教之祖 Dàojiào zhīzǔ) u. a.
  - Lingbao Tianzun: (靈寶天尊 Língbǎo Tiānzūn) offizieller Titel des Shangqing (上清 Shàngqīng)
  - Yuanshi Tianzun: (元始天尊 Yúanshǐ Tiānzūn) offizieller Titel des Yuqing (玉清 Yùqīng)
- Stadtgott
- Tudigong: Erdgott, Gott einer Örtlichkeit, häufiger auch in personam Gott des Wohlstandes und Verdienstes
- Tu Er Shen: managte die Liebe und den Sex zwischen Homosexuellen
- Wenchang Wang: Gott der Kultur und des Schrifttums
- Wong Tai Sin: besaß heilende Kräfte
- Wu Gang: mähte Echten Lorbeer ohne Unterlass auf dem Mond, der immer wieder nachwuchs
- Xiwangmu: Königinmutter des Westens
- Xiang River Göttin (Xiangfei)
  - É huáng (娥皇)
  - Nǚ yīng (女英).
- Xihe: Göttin der Sonne
- Xingtian: kopfloser Riese, der vom Gelben Kaiser geköpft wurde als Strafe dafür, dass er ihn herausgefordert hatte; das Gesicht ist auf seinem Oberkörper, da er keinen Kopf hat
- Yuqiang: Abkömmling von Huangdi, Gott des Nordmeeres und des Windes
- Zao Jun: Küchengott
- Zhao Gongming (auch: Cai Shen): Gott des Reichtums/Prosperität
- Zhong Kui: Besieger der Geister und bösartigen Wesen/Dämonen
- Goumang: Gott des Holzes
- Zhurong: Gott des Feuers

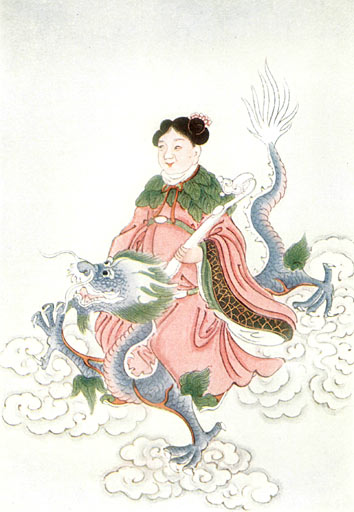
Spirit of the well, from Myths and Legends of China, 1922 by E. T. C. Werner

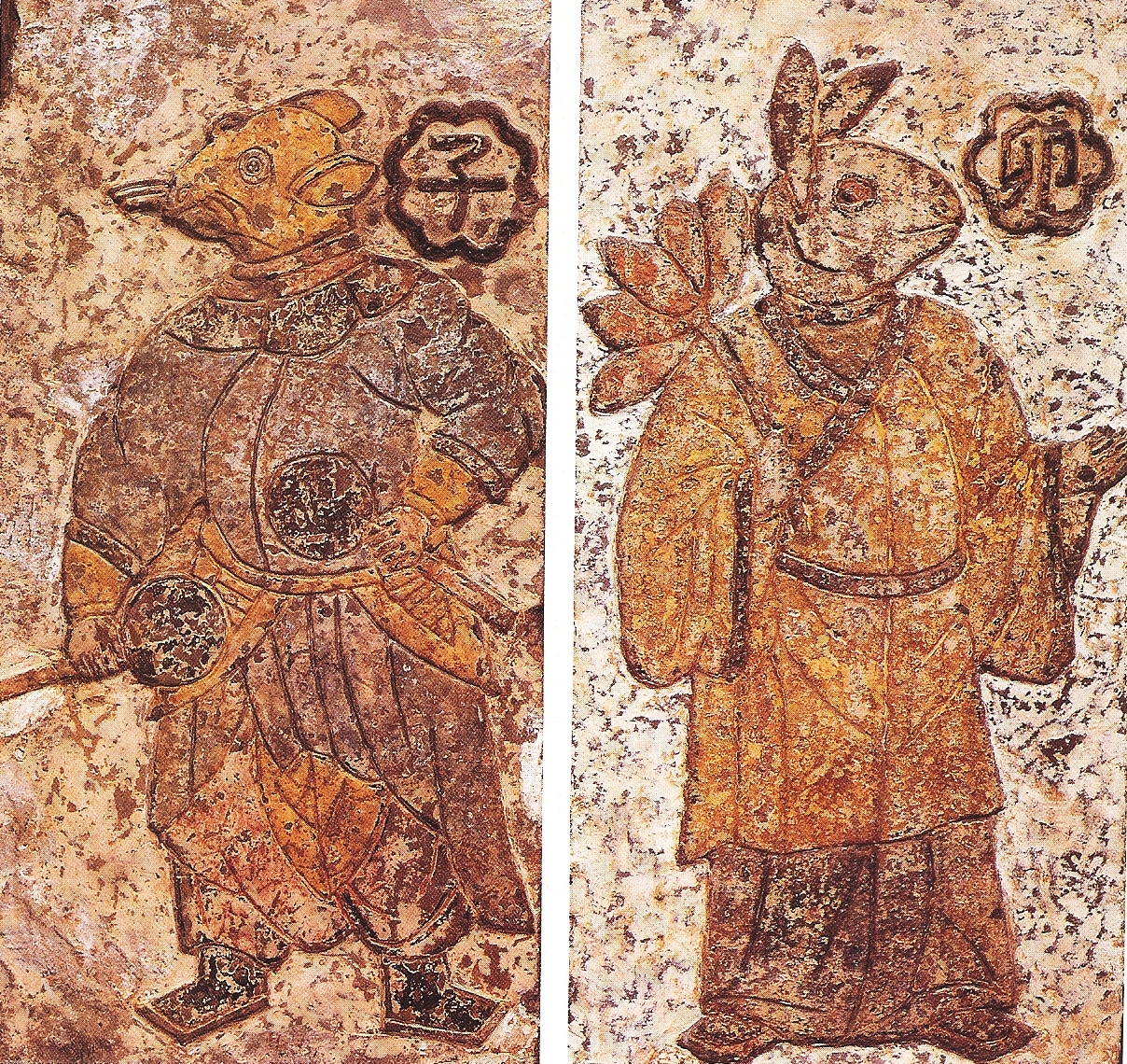
Zoomorphic guardian spirits of Day and Night, Han Dynasty (202 BC – 220 AD) Chinese paintings on ceramic tile

- Yifan Zhang: Katzengöttin, die eine Legion von Katzen anführte, um die Rechtschaffenheit aufrechtzuerhalten vor der Shang-Ära; Abkömmling von Huangdi

## Mythen in der Kunst
In der chinesischen Kunst wurden auch häufig mythische Themen dargestellt. Die frühesten Zeugnisse sind in Gräbern zu finden, wo z. B. der Baum des Lebens und das Paradies der Königinmutter des Westens oder der Sintflutmythos dargestellt wurden. Viele bildliche Darstellungen aus den Gräbern der Han-Zeit sind jedoch von der Wissenschaft kaum oder unzureichend gedeutet. In der Poesie wurde häufig der Mythos von zwei Sternenliebenden verarbeitet, der aus einem mythischen Fragment im Shi Jing (Buch der Lieder) weiterentwickelt wurde, und in Novellen erschienen Kriegshelden des Altertums oder mythische Tiere wie der intelligente Affe (vgl. Xiyouji).
Die Minderheitenvölker in China erzählen auch heutzutage noch ihre eigenen Mythen.
siehe auch: Chinesische Symbole